# River Crake
Der River Crake ist ein 9,5 km langer Fluss im Lake District, Cumbria, England. 
Der Crake entwässert den See Coniston Water an dessen südlichem Ende und fließt bei Greenodd in den River Leven kurz vor dessen Mündung in die Morecambe Bay. 
Im 19. Jahrhundert siedelte sich eine Reihe von Fabriken am Fluss an, die das Wasser nutzten, um Maschinen anzutreiben. So gab es eine Baumwollspinnerei und eine Eisengießerei. Bis in die 1970er Jahre gab es in Spark Bridge eine Drechselerei, die hölzerne Spindeln für die Spinnereien in Lancashire herstellte. Heute gibt es keine Überreste der Betriebe am Fluss mehr.
Der River Crake ist dafür bekannt, dass Lachse in ihm leben.